# Grand Prix-seizoen 1921
Het Grand Prix-seizoen 1921 was het eerste Grand Prix-jaar na de Eerste Wereldoorlog waarin weer Grandes Épreuves werden verreden, namelijk de Franse Grand Prix en, voor het eerst, de Italiaanse Grand Prix. Het seizoen begon op 22 mei en eindigde op 25 september na twee Grandes Épreuves en acht andere races.

## Kalender

### Grandes Épreuves
| Ronde | Datum       | Grand Prix | Circuit | Winnaar      | Constructeur | Verslag |
| ----- | ----------- | ---------- | ------- | ------------ | ------------ | ------- |
| 1     | 25 juli     | Frankrijk  | Le Mans | Jimmy Murphy | Duesenberg   | verslag |
| 2     | 4 september | Italië     | Brescia | Jules Goux   | Ballot       | verslag |

### Andere races
| Datum        | Land             | Racenaam             | Circuit      | Winnaar          | Constructeur | Verslag |
| ------------ | ---------------- | -------------------- | ------------ | ---------------- | ------------ | ------- |
| 22 mei       | Italië           | Garda Circuit        | Salò         | Eugenio Silvani  | Bugatti      | verslag |
| 29 mei       | Italië           | Targa Florio         | Madonie      | Giulio Masetti   | Fiat         | verslag |
| 30 mei       | Verenigde Staten | Indianapolis 500     | Indianapolis | Tommy Milton     | Frontenac    | verslag |
| 6 juni       | Italië           | Coppa della Cascine  | Florence     | "Deo"            | Chiribiri    | verslag |
| 24 juli      | Italië           | Mugello Circuit      | Mugello      | Giuseppe Campari | Alfa Romeo   | verslag |
| 4 september  | Italië           | Coppa Florio         | Brescia      | Jules Goux       | Ballot       | verslag |
| 11 september | Italië           | Gentlemen Grand Prix | Brescia      | Giulio Masetti   | Mercedes     | verslag |
| 25 september | Italië           | Coppa Montenero      | Montenero    | Corrado Lotti    | Ansaldo      | verslag |

1894 · 1895 · 1896 · 1897 · 1898 · 1899 · 1900 · 1901 · 1902 · 1903 · 1904 · 1905 · 1906 · 1907 · 1908 · 1909 · 1910 · 1911 · 1912 · 1913 · 1914 · 1915 · 1916 · Eerste Wereldoorlog · 1919 · 1920 · 1921 · 1922 · 1923 · 1924 · 1925 · 1926 · 1927 · 1928 · 1929 · 1930 · 1931 · 1932 · 1933 · 1934 · 1935 · 1936 · 1937 · 1938 · 1939 · 1940-1945 (Tweede Wereldoorlog) · 1946 · 1947 · 1948 · 1949 
 Lijst van Grand Prix-wedstrijden voor 1950